# Мацявичюс, Юозас
Юо́зас Маця́вичюс (лит. Juozas Macevičius; род. 4 октября 1928, Ионишкис — 17 ноября 2011, Вильнюс) — литовский поэт и переводчик; заслуженный деятель культуры Литовской ССР (1965).

## Биография
Окончил гимназию в Ионишкисе. В 1946—1949 годах учился на юридическом факультете Вильнюсского государственного университета. С 1947 (по другим сведениям с 1948) до 1951 года работал в редакциях газеты «Теса» („Tiesa“), журнала «Швитурис» („Švyturys“). В 1951—1952 годах учился в Литературном институте имени А. М. Горького в Москве. В 1953—1954 годах работал в редакции газеты «Кауно теса» („Kauno tiesa“). Одновременно был секретарём Каунасского филиала Союза писателей Литвы.
Закончил Высшие литературные курсы при Литературном институте имени А. М. Горького (1957—1959). В 1959—1964 годах работал в редакции еженедельной газеты Союза писателей Литвы «Литература ир мянас» („Literatūra ir menas“; «Литература и искусство»).
С 1956 года член Союза писателей Литвы, в 1959—1965 годах — кандидат в члены правления Союза писателей Литвы, с 1965 года член президиума правления, в 1965—1970 годах секретарь правления Союза писателей Литвы. Работал в редакции ежемесячного литературно-художественного журнала Союза писателей Литвы «Пяргале (журнал)» („Pergalė“; «Победа»; 1964—1965 и 1970—1985), в 1976—1985 годах главный редактор журнала.
С 1961 года состоял в КПСС. Муж поэтессы Рамуте Скучайте.

## Творчество
Стихотворения начал печатать с 1947 года. Первая книга стихов вышла в 1949 году. Совместно с Антанасом Йонинасом написал поэму в форме письма в стихах «Товарищу Сталину» (1950). Она выходила повторно в 1951 году; в 1952 году вышла под названием «Письмо вождю» („Laiškas vadui: poema“. Vilnius: Valstybinė grožinės literatūros leidykla, 1952), была переведена на русский язык. Также вместе с Йонинасом издал книгу лирических очерков и репортажей „Pavasarėjančiais arimais“ (Vilnius: Valstybinė grožinės literatūros leidykla, 1957).
В Академическом театре драмы Литвы по мотивам поэзии Мацявичюса был поставлен поэтический спектакль „Atėjau į XX amžių“ (1971).
Переводил на литовский язык стихотворения и пьесы В. В. Маяковского («Что такое хорошо и что такое плохо», 1952, 1970; избранные стихотворения, 1961; «Мистерия-Буфф», «Клоп», «Баня», 1966), стихи Демьяна Бедного, повести «Ташкент — город хлебный» А. С. Неверова (1958), «Не отдавай королеву» С. В. Сартакова (1963).
С русского языка перевёл также роман узбекского писателя Аскада Мухтара «Чинара» (1973) и повесть о похождениях Гулливера на летающем острове („Guliveris skraidančioje saloje“. Vilnius: Vaga, 2000) Джонатана Свифта. Переводил стихи Шандора Петёфи и Максима Танка, романы П. Г. Абрахамса, Г. Гессе, автобиографическую книгу «Семь лет в Тибете» Генриха Харрера и другие произведения.

## Награды и звания
- Орден «Знак Почёта» (1950)
- Заслуженный деятель культуры Литовской ССР (1965)
- Лауреат «Весны поэзии» (1969)
- Государственная премия Литовской ССР (1970) за сборник стихотворений „Kasdieniška knyga“
- Орден Дружбы народов (1978)

## Книги
- Pavasario žingsniai: poezija. Vilnius: Valstybinė grožinės literatūros leidykla, 1949
- Statytojų karta: poezija. Vilnius: Valstybinė grožinės literatūros leidykla, 1953
- Rudens liepsnos: poezija. Vilnius: Valstybinė grožinės literatūros leidykla, 1957
- Mano pozicija: poezija. Vilnius: Valstybinė grožinės literatūros leidykla, 1963
- Kasdieniška knyga: poezija. Vilnius: Vaga, 1968
- Atošvaistės: poezija. Vilnius: Vaga, 1971
- Distancija: poezija. Vilnius: Vaga, 1972
- Šauksmas: poezija. Vilnius: Vaga, 1975
- Suartėjimas: poezija. Vilnius: Vaga, 1978
- Pastovios gairės: literatūros kritika. Vilnius: Vaga, 1978
- Apsaugok atmintį ir atminimą: poezija. Vilnius: Vaga, 1981
- Neišduok: poezija. Vilnius: Vaga, 1983
- Iš tos nakties: eilėraščiai. Vilnius: Žuvėdra, 2004